# 아카시씨
아카시씨(일본어: 明石氏 あかしし[*])는 중세 일본에 존재했던 씨족이다.
1. 하리마 아카시씨
2. 비젠 아카시씨

의 2 계통이 존재한다. 또, 무라카미 겐지계로 여겨지는 두 아카시씨와는 별도로 세이와 겐지 아시카가씨류 아카시씨가 존재한다.

## 하리마 아카시씨
하리마 아카시씨는 무라카미 겐지 아카마츠씨류 (고대 아카시국조의 후예로, 대왜국조의 일족이라는 설이 있음)이며, 아카시군 이가와성의 성주를 맡고 있는 가문이다. 오닌의 난 이전부터 아카시 지방을 지배하는 세력으로 대두되었다. 오닌의 대란에서 무공을 올려, 중앙에 그 존재를 알리게 되었다.

## 비젠 아카시씨
족보상으로는 미마사카의 국인 영주 아카시씨는 하리마 아카시씨와 동족으로 여겨진다. 역사 상, 비젠 아카시씨가 등장하는 것은 와케군 사카네성주 아카시 겐자부로 카게노리의 아들로 여겨지는 히다노카미 카게치카 대부터이다. 카게치카는 와케군 텐진산성주인 미우라 무네카게의 노신으로, 에이로쿠 10년 (1567년), 미무라 모토치카와의 묘젠지 전투와 빗츄 사이타성 공격으로 우키타 나오이에에 가세했다. 덴쇼 5년 (1577년), 나오이에가 우라카미씨에게 하극상을 일으켜 텐진산성을 공격했을 때, 동생 카게스에와 함께 이에 대응하여 우라카미씨 멸망에 가담했다.

## 아시카가씨류 아카시씨
남북조 시대의 비파법사인 아카시 카쿠이치는 아시카가 타카우지의 사촌동생으로 알려져, 무로마치 막부 성립 후의 무가고실에서도 아시카가씨의 일문으로서 "아카시씨(明石氏)"가 등장한다 (오가사와라씨의 『삼의일통대쌍지』 등). 다만 승려인 카쿠이치에게 후손이 있었는지는 불분명하고, 카쿠이치 1대만 존재했을 가능성도 있다.